# 大村歌奈
大村 歌奈（おおむら かな、10月17日 - ）は日本の女性声優。ディーカラー所属。兵庫県出身。血液型はO型。本名は大村 香奈子（おおむら かなこ）。
大阪教育大学小学校教員養成課程卒業。以前は青二プロダクション、メディアフォースに所属していた。

## 人物
2008年4月1日に本名から大村歌奈に改名した。改名の理由は「前々から変えたいと思い、歌が好きだから自分で考えた」という。
2011年11月と2014年4月に男児を出産。

## 出演

### テレビアニメ
2003年
- ASTRO BOY 鉄腕アトム（子供たち）

2004年
- サムライガン（菜摘）
- リングにかけろ1（河井ファン）

2005年
- IGPX（スポンサーA部下）
- いちご100%（女主人、子供、友人）
- 頭文字D Fourth Stage
- 蒼穹のファフナー RIGHT OF LEFT（鏑木早苗）
- Paradise Kiss（女）
- BLACK CAT（アイスクリーム屋、子供）
- 舞-乙HiME（女官）

2006年
- IGPX（ナース）
- ザ・サード 〜蒼い瞳の少女〜（商店街の客）
- 天保異聞 妖奇士（2006年 - 2007年、浮民、子供、新造3、女、使用人）
- NANA（2006年 - 2007年、店員、留守伝音声、AV女優、お天気お姉さん、看護師B、通行人B）
- まじめにふまじめ かいけつゾロリ（子ヤギG）

2007年
- 機動戦士ガンダム00（給仕）
- もっけ（2007年 - 2008年、久佐子の母、上村、薫の母）
- REIDEEN（クラスメイト）

2008年
- アリソンとリリア（女性事務官、聴衆、女性客、施設職員、妻）
- To LOVEる -とらぶる-（おばあさん、女性）
- Hello Kitty りんごの森とパラレルタウン（ナタリー）
- マクロスF（ララミア・レレニア、艦内放送）

2009年
- 鋼の錬金術師 FULLMETAL ALCHEMIST（2009年 - 2010年、村人C、おばさん）

2010年
- RAINBOW-二舎六房の七人-（女将）

### OVA
- いちご100%（2005年、文芸部員女子2、友人）
- 異世界の聖機師物語（2009年、リチア・ポ・チーナ）

### 劇場アニメ
- 劇場版 マクロスF 虚空歌姫〜イツワリノウタヒメ〜（2009年、ニュースキャスター）

### ゲーム
- ふらせら（2004年、ポムポム）
- BLACK/MATRIXOO（2004年、ニコ）
- 剣と魔法と学園モノ。（2008年、バハムーン・女）

### 吹き替え
- 侵略（ルイース）
- タイタニック2012（ケリー・ウェイド）
- 推奴 〜チュノ〜
- デスバーガー（ヴァル）
- パイレーツ・オブ・バルト（クラウスの母親）
- ファンタスティック・カップル（オ・ユギョン）
- ぼくとボビーの大逆転（ユアンの母/エイダ）
- 善き人のためのソナタ（アンニャ）